# 浅井企画
株式会社浅井企画（あさいきかく）は、日本の芸能事務所。所在地は東京都品川区東五反田。
多くのお笑いタレントをはじめ、俳優・文化人・構成作家などもマネジメントしているほか、番組・舞台・映画の企画製作やキャスティングも行っている。

## 概要
1968年9月、中川プロダクションで三木のり平や八波むと志のマネジャーを務めていた浅井良二が、当時無名だった萩本欽一と坂上二郎の才能を見抜き、彼らをマネジメントするために設立した会社である。萩本と坂上がコンビを組んだコント55号は爆発的な人気を呼び、日本の芸能史において一時代を築くとともに、浅井企画も一躍業界の注目を集める存在となっていった。しかし、1978年に当時の同社にとってイチ押しの美形アイドルであった木之内みどりがドラマでの俳優および本業である歌手としての目が出て人気絶頂の最中、ニューヨークに滞在していたベーシストの後藤次利のもとへ逃避行する不倫事件が発生し、世間はもとより、歌謡界やアイドル界にも前例がなかったことから衝撃を与えた。木ノ内は帰国直後に引退し、同社は彼女のスポンサーに対する多額の違約金を抱えて倒産の危機を迎えたが、萩本が新たに仕事を引き受けることによって立て直しを図る。その後は「コサキン」こと小堺一機や関根勤、キャイ〜ンなど数多くの人気芸人を育て上げ、「人間味あふれるお笑いのプロ集団」として成長した結果、関根麻里、ずん、イワイガワ、流れ星、どぶろっく、ANZEN漫才らの人気が定着した。
なお、芸人の「芸」については、萩本の意向から「下ネタ」を扱わないことが長らく事務所内で暗黙のルールとされてきたが、賞レースで優勝を果たしたどぶろっくは例外として扱われている。
2018年9月には創業50周年を迎えたが、同年10月に創業者で代表取締役を務めてきた浅井良二が死去し、代わって子息の浅井良一が常務から代表取締役に就任した。

## 所属タレント

### 男性タレント
- 青山俊雄
- 阿見201
- 内田岳志
- おさる
- カズマ・スパーキング
- 車だん吉
- 剛州
- 小堺一機
- 小林よしひさ
- 坂本ちゃん
- 清水昭博
- しゅくはじめ
- 関根勤
- タカガキ
- 萩本欽一
- ハグてっぺい
- 原沢侑高
- 平子悟
- 見栄晴
- 三宅克幸
- 森一弥
- 横山真史

### 女性タレント
- 相良柚月
- 綾乃琴莉
- 荒木里都
- 飯田あすか
- 泉田珠華
- 伊東愛
- 稲村亜美
- 今井久美子
- 右手愛美
- 江島波瑠
- 榎木さりな
- 円城寺あや
- 逢坂由委子
- 大寶智子（業務提携）
- 岡元あつこ
- 奥村茉実
- カンナ
- 小西ゆりな
- 杉本愛里
- 関根麻里
- 瀬間彩海
- 丹丹ミホ
- 中根すあま
- 畑めぐみ
- 葉山レイコ
- 宗清万里子（業務提携）
- 八鍬乃々
- 我妻三輪子

### 文化人
- 相澤隼人
- 阿雅佐
- 池田陽子
- 宇佐元恭一
- 梅澤友里香
- 及川眠子
- 岡野あつこ
- 奥田健次
- 小倉朋子
- 皆藤慎太郎
- 鍵屋一
- 樺沢紫苑
- カピパラ
- 京師美佳
- 熊本マリ
- 小早川毅彦
- 小林智子
- 齋藤剛
- 桜井奈々
- 関根眞一
- 大至
- 竹内洋子
- 谷英子
- 玉城ちはる
- 所英男
- 富田たかし
- ナイル善己
- 永田雅一
- 中田喜之
- 中野浩一
- 舩山陽司
- 松峯寿美
- 本村健太郎
- 森詩絵里
- 安井まみ子
- 吉田友佳

### お笑いタレント
- アヒルタイタン（さっぽたん、ひろろん）
- アモーン（関口まじめ、田村元樹）
- あらぽん
- あんこ
- 安心安全（山口トーマス、ようちゃん）
- 石井勇気
- 石出奈々子
- 井上ポイント
- イワイガワ（井川修司、岩井ジョニ男）
- ヴィレッジ（甲賀大介、坪井信也）
- 上木恋愛研究所（ロマンス河野、キューティー上木）
- おおぞらモード（もリスみか、長山竜一郎）
- お正月（月野とかげ、おくだまさはる）
- おちもり（越智悠介、森佳樹）
- オテンキ（GO、のり、しんのすけ）
- 蒲田キック・パンチ（まのりょう、近藤新之介）
- 元祖いちごちゃん（植村侑史、ハイパーペロちゃん）
- キャイ〜ン（天野ひろゆき、ウド鈴木）
- グリーンランプ（今西淳、中村元紀）
- 犬一
- こまたつ
- サンダーバード（足立晃太、うずら）
- ジャジャ馬（タツ馬、ユー馬）
- じゅんご
- スパローズ森田
- ずん（飯尾和樹、やす）
- タワー（ヒサダ、ちん）
- デイエノボル
- とんたくと（吉田とん、ノンタクトしゅん）
- ドドん（石田芳道、安田義孝）
- どぶろっく（森慎太郎、江口直人）
- ナオ・デストラーデ（湘南デストラーデ）
- 中村愛
- 流れ星☆（ちゅうえい、たきうえ）
- にゅ〜くれ〜ぷ（ひろし、でび）
- ニレンジャー
- ぬえ（藤野俊明、溝部弦）
- パキオ / 小笠原ミニ大
- 畑めぐみ
- ハッスル女王（珎道亜佐子、広瀬真寿美）
- バッチトゥース（谷村健人、ハリー）
- 花香よしあき
- ハニカムズ（小林ぼっち、しょうへい）
- はらっぱソワレ（香坂、小林こいし）
- 牧野ステテコ
- マジメニマフィン（知念アマン、ちばけん）
- マリオネットブラザーズ（井上大生、肉汁）
- 三日月三太郎
- ミスター大冒険。（りょうせい、井福一本道）
- みほとけ
- ムーンライトお嬢様（髙山ぬるま湯、平澤真睦）
- 山田辰由
- ゆめまなこ（まるゆか、ねも）
- ラヴィンラフィン（坂本豊、辻秀一郎）
- リクロジー

### 構成作家
- 天野慎也
- 有川周壱
- 池澤亮太
- 植竹英次
- 小山協子
- 柏田眞志
- 金子明弘
- 北野克哉
- 楠野一郎
- 國廣淨晃
- 大悟法弘一
- 高垣雄海
- 舘川範雄
- 中井まろやか

## 過去の所属タレント / ユニット（故人を含む）
- 新田真剣佑 -トップコートに移籍
- 赤にしん（加村渉、尾辻裕次郎）
- アクシデンタル（西村光佑、山本武蔵）
- あはは（荒川、竹田、久保田星希）
- アマンダ
- 新居農園
- 荒俣宏
- 有末麻祐子 - レプロエンタテインメントに移籍
- 生田良介 - ソニー・ミュージックアーティスツに移籍
- 池田まさる
- 石原まこちん
- 磯村エレナ
- 市岡元気
- イナズマライン（ま〜し〜、りゅういち）
- イロモン（有田亮、薗田雄介）
- 岩上安身
- インデペンデンスデイ（久保田剛史は在籍中に逝去、内藤正浩はピン芸人「ないとうまさひろ」となるも後に引退）
- 浮世絵師（ユウスケ・黄帝液。、坂爪・ラゴハムニダ、ケンスケデリカット）- 西五反田に「びすとろ もちゴリラ」を出店（2012年12月3日 - 2015年9月4日）
- 後川佳織
- 宇宙兄弟（舞子はん、くまみき）
- うみのいえ（まさえ、ウェイウェイ）
- 梅田淳
- エーデルワイス（門田樹、稲田大三）
- エネルギー（平子悟、森一弥）- 浅井企画に所属のまま個々に活動
- 江波戸邦昌（元オテンキ）
- Mサイズ（浅野麻衣、板垣まみ）
- エリカ（丸石幸輝、片岡亮太）
- 大さじ小さじ（ヨッチャンはピン芸人、岡雄一郎）
- 大浦龍宇一 - キャストパワーに移籍
- 小笠原ジャスティン - 退所に伴い引退
- 岡田隆
- 小島ちはる
- オーストラリア（信夫大育はしのぶ信夫、杉渕敦はぶちかまし太郎Jr.としてピン芸人）
- 大津琴子
- 男スペシャル（溝杉陸はNSCに入学しピン芸人「伝説の一人っ子リク」として吉本興業に移籍、井福健人はりょうせいとミスター大冒険。を結成）
- 親方パワーズ改（大嶽遥、玉城力）
- がじゅまる（スミちゃん、こば小林）
- 梶原麻莉子
- 勝又悠
- 勝村美香
- 桂雀々（業務提携）
- katsuyo
- カーネリアン（畑喜子は畑めぐみに改名、佐々木海は事務所退所）
- 川村亮介
- キウイノート（けんと、たいせい）
- 北村智晃
- 木之内みどり（現・竹中直人夫人）
- 岐阜東京（日比祥馬、中澤雄希）
- 工藤宏二郎
- 蔵間竜也（元大相撲関脇）
- グリンオリオン（かずき、飯野裕太郎）
- 久瑠あさ美
- くるくる（松原飼育員、あおいしんご）
- 黒兎（原田ゴールデン、ドラマチック貞）
- 黒猫の背中（中里陽介、中畑優人）
- クロンモロン（高垣雄海は作家、渡邉星は引退しテレビ朝日に入社）
- 小糸チクワ
- 小出あかり
- ゴールドジョージ（ジョージ、なめ）
- 小崎愛美理 - デフィプロモーションに移籍
- 児島未散
- GO!ヒロミ44'
- こんせいそん
- 今野美里
- 斉藤清六
- 坂上二郎
- サかナ（サカワ、タナカリョウ）
- 坂本一敏
- 相楽咲花
- 佐々木正洋
- 佐藤あつし
- さとなかほがらか - マセキ芸能社へ移籍
- 佐野量子
- さむらい侍（北岡ゆうき、イトキン）
- 3LDK（前田和奈と石本昇輝は「ペッパーボーイズ」を結成、大野啓太は大野アドゥドゥドゥとしてピン芸人）
- 地獄パワフル（宇宙の子、わくわくあや）
- シナモンズ（平出勝哉はKOKESHIとして「テンパリ」を結成、坂東大祐）
- G. M. ナイル
- ジェービーマーカス（十見健人と掛野龍三は「でんでんたぬき」を結成、小林滉次郎は事務所退所）
- ジャイアントジャイアン（こまたつはピン芸人、かーしゃは事務所を退所しフリーの構成作家）
- ジャウー（沢田純平、高月清司は事務所退所）
- ジュウジマル（橋口ひとし、ひょうろくは退所しフリー）
- 衝動（青木良平、安井達也）
- 序盤でハンド（六車4WD、ささきとも）- フリーに転身
- 吹田明日香 - アデッソに移籍
- スカーレット（ワンツー桂は活動を続行、リョウスケは引退）
- 菅原麗子
- 杉田かおる - ノックアウトに移籍
- 鈴木晃平
- スタイリッシュハート（吉野みづほ、中西里菜）
- スポンジブルドック（じっちゃん、まめ）
- スマッシュダンク（かい、溝口統太）
- 住友淑恵
- 角盈男
- 添野豪（元アルカリ三世）
- ソシコ - コンビ『くだし紅団』で活動後、再びピン芸人
- ソロデビュー's（今日だろう京太郎、あきやま）
- 大自然（臼庭知宏、中西和博）※吉本興業所属のお笑いコンビとは無関係。
- たかしひでき（浅田登司、田中秀樹）
- 高橋孝輔
- 黄昏アンティーク（小島啓義、坂本大亮）
- 立見里歌
- 田中美佐子 - 佐藤企画に移籍
- 田中凛 - 退所しフリーとして活動
- TAWASHI
- チキポン（奥谷まっちゃ、仁田和伸）
- 千葉真一 - アストライアにマネジメントを委託
- チョイチャック（伊佐陶太は三日月三太郎としてピン芸人、川合鉄平はハグてっぺいとしてMC・パーソナリティー）
- 堤久美子（『スター誕生!』出身の歌手）
- 綱川セルジュニア
- デコボコ団（阿見201はピン芸人・俳優として引き続き浅井企画所属、上原圭太はマネジャーとしてタイタンに入社）
- でっかい!くぼた
- デュアルチャンネル（上山賀津佐、松谷征樹）
- テングリ（こおろぎ、侑杏）
- でんでんたぬき（十見健人、掛野龍三）
- テンパリ（TAWASHIはピン芸人、KOKESHI）
- 所里沙子 - ベンヌに移籍
- トンコツポンコツ（りょうせいは井福一礼とミスター大冒険。を結成、大城拓也）
- 長江もみ
- 中島ゆたか（元Rまにあ）
- 中原知南
- 中村愛
- 中村由真
- 奈良富士子
- 西尾拓美
- 西田たか子 - コンビ『アバンギャル'S』を経てタレント
- にじむピンク（ジョージは「ゴールドジョージ」を結成、島津健一郎はTAWASHIとして「テンパリ」を結成後ピン芸人）
- 西山浩司 - 佐藤企画に移籍
- 新田かえで
- のあひな（ノア：中島乃愛、ひな：中島ひな）
- 萩原和佳奈
- バケモンズ（黒木繁盛、森本直樹）
- 橋本清
- 橋本真帆
- 裸月光（木下翔太、黒田くん） - 退所しフリーとして活動
- 畠山智妃（元SDN48）
- ハッピハッピー。（元アニマル梯団）
- 鼻矢印永井
- はなる
- 早加奈央
- 東朋宏
- ビスケット（永田たけまさ、潮﨑大士）
- 百楽門（松下社長はピン芸人、中澤航太）
- びゅんびゅん（かなめ、のり）
- ファジー（塩田康裕、薮内優貴）
- ぶーどっぐ（石本しょーき、豆乳ちゃん）
- ブカブカ（泉田珠華は女優、はしのえみは佐藤企画に移籍、松田千晴、渡辺恭子）
- 藤林彩乃
- ブーティスクエア（高木ひとみ、熊谷里絵）
- フリーサイズ（快伸孝、たまこ）
- フルスイングバント（さんぺさんぺい、おいどん）
- プレゼント（成瀬慶晃、千葉哲也）- オスカープロモーションに移籍後「チバとナリセ」に改名
- ブロッケン（永吉英一は「ブルーザー」を結成、田中究）
- ペッパーボーイズ（前田かずのしん、石本しょーき）
- ヘンな指輪（清水たぁー、タクパイパイ）
- ポジティブLななちゃん♪
- 堀田良介
- 堀敏彦（のちテレビ新潟アナウンサー。定年退職後はシー・エス・シー〈新潟プロレス〉でリングアナウンサーを務める傍ら、フリーアナウンサー・ローカルタレントとして活動）
- マーチ（コマツバラ、グレンス大松）
- マイアミバスケットボールクラブ（ナオ・デストラーデは湘南デストラーデを再結成、石井勇気はピン芸人、後藤亮介は引退）
- 前川メグ
- マチコ（藤平益人、勝又伸悟はオスカープロモーションに移籍し弟との『勝又』を経てピン芸人「勝又：」として活動）
- 松岡みやび
- マッキー
- Mahha（中谷みつとし、前田貴彦）
- まるたまる
- マンゴスティン（山中美代子、宮島里奈）
- 水島裕
- 翠千賀
- 南城ひかり
- 南陽子（『スター誕生!』出身の歌手）
- 宮内美穂
- 宮川明衣
- みやぞん（元ANZEN漫才）
- 宮本潤子
- 宮本茉奈
- 村山ひとし
- メカドッグ（沢原宣之、杉山英司はサンミュージックプロダクションに移籍後「スギちゃん」へ改名）
- もりせいじゅ
- 森はるか（業務提携）
- モルモンガー（小高健、浅岡卓也）- オスカープロモーションに移籍後「達磨屋サンデーマンデー」に改名、その後、浅岡は「とりたくちゃん」としてフリー。
- 山口百恵（1991年生）- ホリプロに移籍
- ヤマダイラー（大野アドゥドゥドゥ、山本幸輔）
- 大和一孝（スパローズ）
- 山中伊知郎
- 山マウンテン（新井聖二、井上純一は井上ブルドーザーとして「ブルーザー」を結成）
- 夢麻呂（現・YANKEE STADIUM 20XX座長）- ウド鈴木の名付け親
- 横浜ヨコハマ（上仲誠彦、新村晋）
- 与世田清家（与世田浩は「ダーンス4」で活動)
- ラブ兄弟｛栗林寿行、長州小力、アントニオ小猪木、佐々木孫悟空、ジャイアント小馬場、ウクレレえいじ（当時の芸名は竹内えいじ）が所属の6人組コントユニット｝
- ルー大柴 - Carinoに移籍
- ろまんす（さっぺ、すえひろ）
- 和宇慶勇二
- 惑星NO.3（中北朋宏は引退し株式会社俺を設立、清水健祐と飯塚亘はコンビを結成するも後に解散）
- 渡部崇文
- 松本秀樹 - 株式会社まつもとひできを設立

## 映画製作作品
- 俺は眠たかった!!（1970年11月11日公開）萩本欽一監督・脚本・音楽・主演、松竹配給、文化庁芸術祭参加作品
- 騒音（2015年5月23日公開）関根勤監督、第7回したまちコメディ映画祭in台東特別招待作品

## 舞台公演
- 小堺クンのおすましでSHOW
- カンコンキンシアター

## 定期ライブ
- 55☆NEXT!!（新宿バティオス、基本毎月第1金曜日開催[7]）
- 54☆FIGHT!!（新宿バティオス、基本毎月第1金曜日開催[8]）
- 53☆DASH!!（新宿バティオス、基本毎月第1金曜日開催）
- 20☆YOUNG!!（新宿バティオス、基本毎月第1木曜日開催）
- お笑いダイナマイトショー（年1回開催）